# Alessia Bauer
Alessia Bauer (* 1970 in Ferrara) ist eine europäische Runologin und Skandinavistin. Neben der Runologie forscht sie vor allem zur Handschriftenkultur und Überlieferung altnordischer Texte.

## Leben
An der Universität Venedig studierte sie Germanische Philologie und Neuere Deutsche Literatur bis zu ihrem Magisterabschluss 1995. Anschließend zog sie nach Deutschland. Im Januar 2001 wurde sie an der Georg-August-Universität Göttingen mit einer Arbeit über die Überlieferung der Runengedichte promoviert. Von Oktober 2004 bis September 2007 arbeitete sie als wissenschaftliche Mitarbeiterin am Skandinavischen Seminar der Georg-August-Universität Göttingen und von Oktober 2007 bis November 2012 als wissenschaftliche Assistentin für Altnordistik am Institut für Nordische Philologie der Ludwig-Maximilians-Universität München. 2012 wurde sie im Fach Nordische Philologie mit einer Studie zum Weltbild der Isländer in der handschriftlichen Überlieferung der nachreformatorischen Zeit habilitiert. Von Dezember 2012 bis April 2019 war sie Oberassistentin in München. 2015/2016 vertrat sie die Professur für Mittelalterstudien an der Universität Oslo. Seit dem 1. Oktober 2019 ist sie als Professorin (Directrice d’études) für skandinavische Studien an der École pratique des hautes études in Paris tätig.
Sie reist viel und beherrscht mehrere europäische Sprachen fließend.

## Forschung
Ihre Forschungsbereiche sind die Runologie sowie die Literatur- und Kulturgeschichte der nordischen Länder. Ein wichtiger Schwerpunkt ihrer Forschung ist die Schriftlichkeit, insbesondere die Entwicklung des Schreibens und die Rolle des Geschriebenen in der altnordischen Kultur (siehe auch altnordische Literatur), aber auch altnordische Fachliteratur und Editionsphilologie.
Seit 2010 ist Alessia Bauer assoziiertes Mitglied des Forschungsprojekts „Runische Schriftlichkeit in den germanischen Sprachen“ (RuneS) der Akademie der Wissenschaften zu Göttingen. 2016 war sie Gründungsmitglied der deutschen Konrad-Maurer-Gesellschaft.

## Publikationen (Auswahl)
- Runengedichte. Texte, Untersuchungen und Kommentare zur gesamten Überlieferung (= Studia Medievalia Septentrionalia. Band 9). Fassbaender, Wien 2003, ISBN 978-3-900538-77-4 (269 S., gedruckte Fassung der Dissertation).
- Die späten Runica Manuscripta aus Island. Was versteht man unter málrúnir? In: Futhark: International Journal of Runic Studies. Oslo / Uppsala 2010, S. 197–223 (PDF im DiVA-Portal [abgerufen am 24. Oktober 2020]).
- Führungs- und Bildungselite in der norwegischen Gesellschaft des Mittelalters. In: Wilhelm Heizmann und Joachim Schiedermair (Hrsg.): Hoch, Ebenhoch, der Dritte. Elite als Thema skandinavischer Literatur- und Kulturwissenschaft (= Münchner Nordistische Studien. Band 8). München 2012, S. 69–93.
- Reflexionen über die eigene Sprache: irische und norröne Tradition im Vergleich. In: Rudolf Simek und Asya Ivanova (Hrsg.): Between the Islands – and the Continent. Papers on Hiberno-Scandinavian-Continental Relations in the Early Middle Ages (Akten der Tagung Between the Isles 2, Bonn 8.–10.10.2010) (= Studia Medievalia Septentrionalia. Band 21). Fassbaender, Wien 2013, S. 9–28.
- Laienastrologie im nachreformatorischen Island. Studien zu Gelehrsamkeit und Aberglauben (= Münchner Nordistische Studien. Band 21). Herbert Utz Verlag, München 2015, ISBN 978-3-8316-4480-3 (644 S., eingeschränkte Vorschau in der Google-Buchsuche – Habilitationsschrift).
- Encyclopaedic Tendencies and the Medieval Educational Programme. The Merchant's Chapter of Konungs skuggsjá. In: Karl G. Johansson und Elise Kleivane (Hrsg.): Speculum septentrionale. Konungs skuggsjá and the European encyclopedia of the Middle Ages (= Bibliotheca Nordica. Band 10). Novus, Oslo 2018, ISBN 978-82-7099-909-5, S. 217–244 (englisch).
- Cultural colonialism as a result of commercial activities: the linguistic perspective. In: Natascha Mehler, Mark Gardiner und Endre Elvestad (Hrsg.): German Trade in the North Atlantic c. 1400–1700. Interdisciplinary perspectives (= Arkeologisk Museum Stavanger Skrifter. Band 27). 2019, S. 163–174, doi:10.31265/ams-skrifter.v0i27.271 (englisch).
- Biblical Magic as a Manifestation of Folk Belief in the North. In: Karoline Kjesrud und Mikael Males (Hrsg.): Faith and Knowledge in Late Medieval & Early Modern Scandinavia (= Knowledge, scholarship, and science in the Middle Ages. Band 1). Brepols, Turnhout 2020, ISBN 978-2-503-57900-9, S. 251–287 (englisch).
- Arbeiten mit Runica manuscripta: Einige Überlegungen zu Corpuserstellung und Vorgehensweise. In: Mindy McLeod, Marco Bianchi und Henrik Williams (Hrsg.): Reading Runes: Proceedings of the Eighth International Symposium on Runes and Runic Inscriptions, Nyköping, Sweden, 2–6 September 2014 (= Runrön. Band 24). Uppsala 2021, S. 67–80, doi:10.33063/diva-438868.
- Runen auf Island in epigraphischen und literarischen Quellen: ein und dieselbe Tradition? In: Andreas Hammer, Wilhelm Heizmann und Norbert Kössinger (Hrsg.): Magie und Literatur. Erzählkulturelle Funktionalisierung magischer Praktiken in Mittelalter und Früher Neuzeit. Erich Schmidt, Berlin 2022, ISBN 978-3-503-19916-7, S. 51–76.

### Als Herausgeberin
- mit Kurt Schier (Hrsg.): Konrad Maurer, Reise nach Island (im Sommer 1858). Kommentierte Ausgabe (= Münchner Nordistische Studien. Band 31). München 2017, ISBN 978-3-8316-4677-7 (946 S., eingeschränkte Vorschau in der Google-Buchsuche – in zwei Bänden).
- mit Elise Kleivane und Terje Spurkland (Hrsg.): Epigraphy in an Intermedial Context. Dublin 2018, ISBN 978-1-84682-716-7 (englisch, 216 S.).
- mit Alexandra Pesch (Hrsg.): Hvanndalir – Beiträge zur europäischen Altertumskunde und mediävistischen Literaturwissenschaft. Festschrift für Wilhelm Heizmann (= Reallexikon der germanischen Altertumskunde – Ergänzungsbände. Band 106). de Gruyter, Berlin / Boston 2018, ISBN 978-3-11-056284-2 (deutsch, englisch, schwedisch, 627 S.).
- mit Gaby Waxenberger (Hrsg.): Wege zur Konfiguration der Zeichen-Phonem-Beziehung (= LautSchriftSprache. Band 3). Reichert, Wiesbaden 2021, ISBN 978-3-95490-536-2 (deutsch, englisch, 258 S.).
- mit Wilhelm Heizmann (Hrsg.): Runica manuscripta. Die nordische Tradition (= Reallexikon der germanischen Altertumskunde – Ergänzungsbände). de Gruyter, Berlin, ISBN 978-3-11-063341-2 (880 S., soll 2023 erscheinen).